# Perissias taeniopterus
Perissias taeniopterus är en fiskart som först beskrevs av Gilbert, 1890.  Perissias taeniopterus ingår i släktet Perissias och familjen tungevarsfiskar. IUCN kategoriserar arten globalt som livskraftig. Inga underarter finns listade i Catalogue of Life.